# Шахматная доска Фейнмана

Шахматная доска Фейнмана с двумя путями, вносящими вклад в сумму для пропагатора из (,) = (0, 0) в (3, 7)

Шахматная доска Фейнмана (релятивистская шахматная доска) — предложенная Ричардом Фейнманом модель, иллюстрирующая формулировку «суммы по путям» для интеграла по траекториям свободной частицы со спином ½, движущейся в одном пространственном измерении. Она обеспечивает представление решений уравнения Дирака в (1 + 1) -мерном пространстве-времени в виде дискретных сумм.
Модель можно визуализировать, рассматривая релятивистские случайные блуждания на двумерной шахматной доске пространства-времени. На каждом дискретном временном шаге {\displaystyle \epsilon } частица массы {\displaystyle m} проходит расстояние {\displaystyle \epsilon c} влево или вправо ({\displaystyle c} — скорость света). Для такого дискретного движения интеграл по Фейнману сводится к сумме по возможным путям. Фейнман продемонстрировал, что если каждый «поворот» (изменение движения слева направо или наоборот) пути в пространстве-времени взвешивается с коэффициентом {\displaystyle -i\epsilon mc^{2}/\hbar } ({\displaystyle \hbar } — приведенная постоянная Планка), в пределе бесконечно малых квадратов шахматной доски сумма всех взвешенных путей дает пропагатор, который удовлетворяет одномерному уравнению Дирака. В результате спиральность (одномерный эквивалент спина) получается из простого правила типа клеточных автоматов.
Модель шахматной доски важна, потому что она связывает спин и хиральность с распространением в пространстве-времени и является единственной формулировкой суммы по пути, в которой квантовая фаза дискретна на уровне путей, принимая только значения, соответствующие корню 4-й степени из единицы .

## История
Фейнман изобрел модель в 1940-х годах при разработке своего пространственно-временного подхода к квантовой механике. Он не опубликовал результат, пока он не появился в тексте об интегралах по путям, соавтором которого был Альберт Хиббс в середине 1960-х годов. Модель не была включена в оригинальную статью с интегралом по траектории потому что подходящее обобщение для четырехмерного пространства-времени не было найдено.
Одна из первых связей между амплитудами, предписанными Фейнманом для частицы Дирака в 1 + 1 измерениях, и стандартной интерпретацией амплитуд в терминах ядра или пропагатора, была установлена Джаянтом Нарликаром в детальном анализе. Название «модель шахматной доски Фейнмана» было придумано Гершем, когда он продемонстрировал ее связь с одномерной моделью Изинга. Гаво и соавторы обнаружили связь между моделью и стохастической моделью телеграфных уравнений благодаря Марку Кацу посредством аналитического продолжения. Якобсон и Шульман рассмотрели переход от релятивистского к нерелятивистскому интегралу пути. Впоследствии Орд показал, что модель шахматной доски была встроена в корреляции в первоначальной стохастической модели Каца и поэтому имела чисто классический контекст, свободный от формального аналитического продолжения. В том же году Кауфман и Нойес выпустили полностью дискретную версию, касающуюся физики битовых струн, которая превратилась в общий подход к дискретной физике.

## Расширения
Хотя Фейнман не дожил до публикации расширений модели шахматной доски, из его архивных заметок видно, что он был заинтересован в установлении связи между корнями 4-й степени из единицы (используемых в качестве статистических весов на путях шахматной доски) и своим совместным с Дж. А. Уилером открытием, что античастицы эквивалентны частицам, движущимся назад во времени. Его заметки содержат несколько набросков дорожек шахматной доски с добавленными пространственно-временными петлями. Первым расширением модели, которая явно содержала такие петли, была «спиральная модель», в которой на шахматной доске допускались спиральные траектории в пространстве-времени. В отличие от случая с шахматной доской, причинно-следственная связь должна быть реализована явно, чтобы избежать расхождений, однако с этим ограничением уравнение Дирака возникло как предел континуума. Далее роли «дрожащего движения», античастиц и моря Дирака в модели шахматной доски были выяснены и через нерелятивистский предел рассмотрены следствия для уравнения Шредингера.
Дальнейшие расширения исходной 2-мерной модели пространства-времени включают такие особенности, как улучшенные правила суммирования и обобщенные решетки. Не было единого мнения об оптимальном расширении модели шахматной доски до полностью четырехмерного пространства-времени. Существуют два различных класса расширений: те, которые работают с фиксированной базовой решеткой и те, которые встраивают двумерный случай в пространство более высокой размерностью. Преимущество первого состоит в том, что сумма по путям ближе к нерелятивистскому случаю, однако простая картина единственной, не зависящей от направления скорости света теряется. В последних расширениях свойство фиксированной скорости поддерживается за счет переменных направлений на каждом шаге.